# Un, deux, trois...
Pour le téléfilm, voir Un, deux, trois... (téléfilm).
Pour les articles homonymes, voir Un, deux, trois (homonymie).
Un, deux, trois... (titre original : One, Two, Buckle My Shoe) est un roman policier d'Agatha Christie publié en novembre 1940 au Royaume-Uni, mettant en scène le détective belge Hercule Poirot. Il est publié l'année suivante aux États-Unis sous le titre The Patriotic Murders (réédité en 1953 sous le titre An Overdose of Death), et huit ans plus tard, en 1948, en France.

## Résumé
Hercule Poirot se remet bon gré mal gré d'une visite chez son dentiste, Henry Morley, au cours de laquelle celui-ci lui a plombé trois dents, lorsque l'inspecteur Japp lui téléphone pour lui annoncer la mort du praticien. Il s'avère, pendant un moment, que le dentiste aurait pu mettre fin à ses jours après avoir commis une erreur mortelle pour l'un de ses autres patients du même jour.
Mais le détective, constatant la mystérieuse disparition d'une patiente et la présence ce même matin, parmi les autres patients ayant reçu des soins, d'Alistair Blunt, financier et homme politique connu et respecté, se demande si quelqu'un, dans les milieux extrémistes de gauche ou de droite, ne chercherait pas en réalité à attenter à la vie de ce dernier, afin de déstabiliser le Royaume-Uni. Deux autres meurtres ont lieu dans cette affaires...

## Personnages
- Hercule Poirot, le détective belge et patient du docteur Morley ;
- George, son valet de chambre ;
- l'inspecteur-chef Japp, chargé de l'enquête ;
- le docteur Henry Morley, dentiste à Harley street ;la victime
- Miss Georgina Morley, sa sœur ;
- le docteur Reilly, dentiste associé de Morley ;
- Gladys Nevill, assistante de Morley ;
- Alfred, groom du cabinet dentaire ;
- Alistair Blunt, banquier et patient du docteur Morley ;
- Mrs Julia Olivera, nièce de Rebecca Arnholt-Blunt, défunte femme d'Alistair Blunt ;
- Miss Jane Olivera, petite-nièce de Rebecca Arnholt-Blunt, défunte femme d'Alistair Blunt ;
- Mr. Amberiotis, patient du docteur Morley, seconde victime ;
- Mr. Barnes, ancien fonctionnaire au Home Office et patient du docteur Morley ;
- Miss Mabelle Sainsbury Seale, patiente du docteur Morley ;
- Agnès Fletcher, femme de ménage, puis cuisinière de Miss Morley ;
- Howard Raikes, patient du docteur Reilly ;
- Frank Carter, fiancé de Gladys Nevill ;
- Mr. Selby, secrétaire d'Alistair Blunt ;
- Miss Helen Montressor, parente pauvre d'Alistair Blunt ;
- Mrs Adams, amie de Mabelle Sainsbury Seale ;
- Sergent Beddoe ;
- Mrs Harrison, propriétaire du Glengowrie Court, où loge Miss Sainsbury Seale ;
- Mrs Merton, voisine et amie de Mrs Sylvia Chapman au 82, King Leopold Mansions.

## Élaboration du roman

### Écriture
Bien que ne figurant pas dans le peloton de tête des romans les plus connus de la « dame de Torquay », Un, deux, trois... est intéressant par la façon habile dont s'entrecroisent et se complètent deux genres littéraires très différents : le whodunit classique (roman d'énigme) et la fiction teintée d'éléments l'apparentant, de loin, au roman d'espionnage.

### Lanursery rhyme
Pour ce roman, Agatha Christie a repris la technique de la nursery rhyme (comptine) déjà utilisée avec brio dans Ils étaient dix (1939), tout en s'accordant plus de liberté, et parfois beaucoup d'humour, dans la manière de faire « coller » l'intrigue du roman aux dix vers de la comptine. Cette fois-ci, elle suit la comptine anglaise One, Two, Buckle My Shoe (en).
| One, Two, Buckle My Shoe | Titres français des chapitres du roman (Traduction actuelle de 1993 de Thierry Arson et Sylvie Barjansky) |
| --- | --- |
| One two buckle my shoe Three, four, knock at the door Five, six, pick up sticks Seven, eight, lay them straight Nine, ten, a big fat hen Eleven, twelve, dig and delve Thirteen, fourteen, maids a-courting Fifteen, sixteen, maids in the kitchen Seventeen, eighteen, maids in waiting Nineteen, twenty, my plate's empty | Un, deux : je boucle mon soulier, Trois, quatre : je ferme la porte, Cinq, six : j'amasse des brindilles, Sept, huit : je les mets en ordre, Neuf, dix : une poule bien dodue, Onze, douze : les garçons bêchent, Treize, quatorze : les filles se font faire la cour, Quinze, seize : les unes sont à la cuisine, Dix-sept, dix-huit : et les autres au salon, Dix-neuf, vingt : mon assiette est vide… |

Les experts en nursery rhymes se perdent en conjectures sur l'origine exacte de la comptine, s'accordant seulement, ce qui semble une évidence, pour y voir un moyen commode, plaisant et ludique pour apprendre à compter aux jeunes enfants. Il semble également qu'il en existe quelques petites variantes localisées.

## Éditions
- (en) One, Two, Buckle My Shoe, Londres, Collins Crime Club, novembre 1940, 256 p.
- (en) The Patriotic Murders, New York, Dodd, Mead and Company, février 1941, 240 p.
- Un, deux, trois...  (trad. Michel Le Houbie), Paris, Librairie des Champs-Élysées, coll. « Le Masque » (no 359), 1948, 245 p. (BNF 31945490)
- (en) An Overdose of Death, New York, Dell Books, 1953 (nouveau titre alternatif américain)
- Un, deux, trois... (trad. Thierry Arson et Sylvie Barjansky), dans : L'Intégrale : Agatha Christie  (préf. Jacques Baudou), t. 6 : Les années 1938-1940, Paris, Librairie des Champs-Élysées, coll. « Les Intégrales du Masque », 1993, 1182 p. (ISBN 2-7024-2239-X, BNF 35585904)

Note : les rééditions britanniques et françaises du roman ont toujours conservé les titres originaux dans les langues respectives (One, Two, Buckle My Shoe et Un, deux, trois...)

## Adaptations
- 1992 : Un, deux, trois... (One, Two, Buckle My Shoe), téléfilm de la série britannique Hercule Poirot d'ITV (épisode 4.03), avec David Suchet dans le rôle d'Hercule Poirot. L'adaptation connaît quelques différences avec le roman original, comme la suppression de plusieurs personnages ;
- 2004 : One, Two, Buckle My Shoe, feuilleton radiophonique de BBC Radio 4, avec John Moffatt donnant sa voix au détective.